# Simego
Simego is een bestuurslaag in het regentschap Pekalongan van de provincie Midden-Java, Indonesië. Simego telt 1714 inwoners (volkstelling 2010).